# Aspidolea bleuzeni
Aspidolea bleuzeni är en skalbaggsart som beskrevs av Roger Paul Dechambre 1992. Aspidolea bleuzeni ingår i släktet Aspidolea och familjen Dynastidae. Inga underarter finns listade.